# Jang Eun-kyu
Đây là một tên người Triều Tiên, họ là Jang.
Jang Eun-kyu (tiếng Hàn: 장은규; sinh ngày 15 tháng 8 năm 1992) là một cầu thủ bóng đá Hàn Quốc thi đấu ở vị trí tiền vệ thi đấu cho FC Anyang.

## Sự nghiệp
Anh gia nhập Jeju United trước khi mùa giải 2014 khởi tranh.